# Успение Богородично (Ризомата)
Вижте пояснителната страница за други значения на Успение Богородично.
„Успение Богородично“ (на гръцки: Κοιμήσεως Θεοτόκου) е възрожденска православна църква в берското село Ризомата (Бощани), Егейска Македония, Гърция.
Храмът е трикорабна базилика от ΧΙΧ век с по-ранни фази от XVII – XVIII век. Трите кораба са разделени с две двойки дървени колони с кръгло напречно сечение. На северната стена на наоса и североизточната на светилището са запазени стенописи от три периода – от втората половина на XVII, от средата на XVIII и от края на ΧΙΧ век. В храма са събрани различни антични артефакти – фрагменти от парапети и капители. Антични архитектурни елементи са вградени и в зидарията – в югоизточния ъгъл има фрагмент от колона, а един йонийски капител от IV век е вграден в апсидата. Църквата е обявена за исторически паметник на 8 август 2001 година.